# Eparchia uwarowska
Eparchia uwarowska – jedna z eparchii Rosyjskiego Kościoła Prawosławnego, z siedzibą w Uwarowie. Od 25 stycznia 2013 jej ordynariuszem jest Ignacy (Rumiancew).
Erygowana decyzją Świętego Synodu Rosyjskiego Kościoła Prawosławnego z 26 grudnia 2012. Została wydzielona z eparchii tambowskiej. Podlegają jej parafie i klasztory na terenie rejonów gawriłowskiego, żerdiewskiego, inżawińskiego, kirsanowskiego, muczkapskiego, rżaksińskiego, uwarowskiego i umieckiego obwodu tambowskiego.